# Bodio
Bodio (lombardsky Böit) je obec ve švýcarském kantonu Ticino, okresu Leventina. Nachází se v severní části kantonu, v údolí Valle Leventina. Žije zde necelých 1 000 obyvatel.
Na okraji obce se nachází jižní portál Gotthardského úpatního tunelu, nejdelšího železničního tunelu světa.

## Geografie
Obec leží v nadmořské výšce přibližně 330 metrů v údolí Valle Leventina, na levém břehu řeky Ticino, 5 kilometrů severozápadně od Biascy.
Sousedními obcemi jsou Pollegio, Personico, Giornico a Serravalle.

## Historie

Bodio (1954)

V roce 1227 je Bodio zmiňováno jako Boidi, stejně jako tamní kostel svatého Štěpána (Santo Stefano). Spolu s osadami Simbra (nebo Saimola) nad ní, obývanými ve středověku, tvořila vesnice degagnu bývalého okolí Giornica. Za vlády milánské katedrální kapituly nad třemi ambrosiánskými údolími se v Bodiu v květnu a listopadu konala tzv.  placita donnegalia Leventina, shromáždění, která sloužila k výkonu spravedlnosti a výběru některých daní. Až do 16. století patřila obec k farnosti Giornico. Samostatná farnost Bodio je doložena od roku 1567 a do roku 1602 k ní patřilo i Pollegio. Ten byl pravděpodobně spolu s velkou částí vesnice zničen sesuvem půdy v 15. století. Současný kostel pochází z 19. století. V roce 1799 se v obci utábořila Suvorovova rakousko-ruská vojska. V roce 1814 Bodio hlasovalo pro připojení Leventiny ke kantonu Ticino.

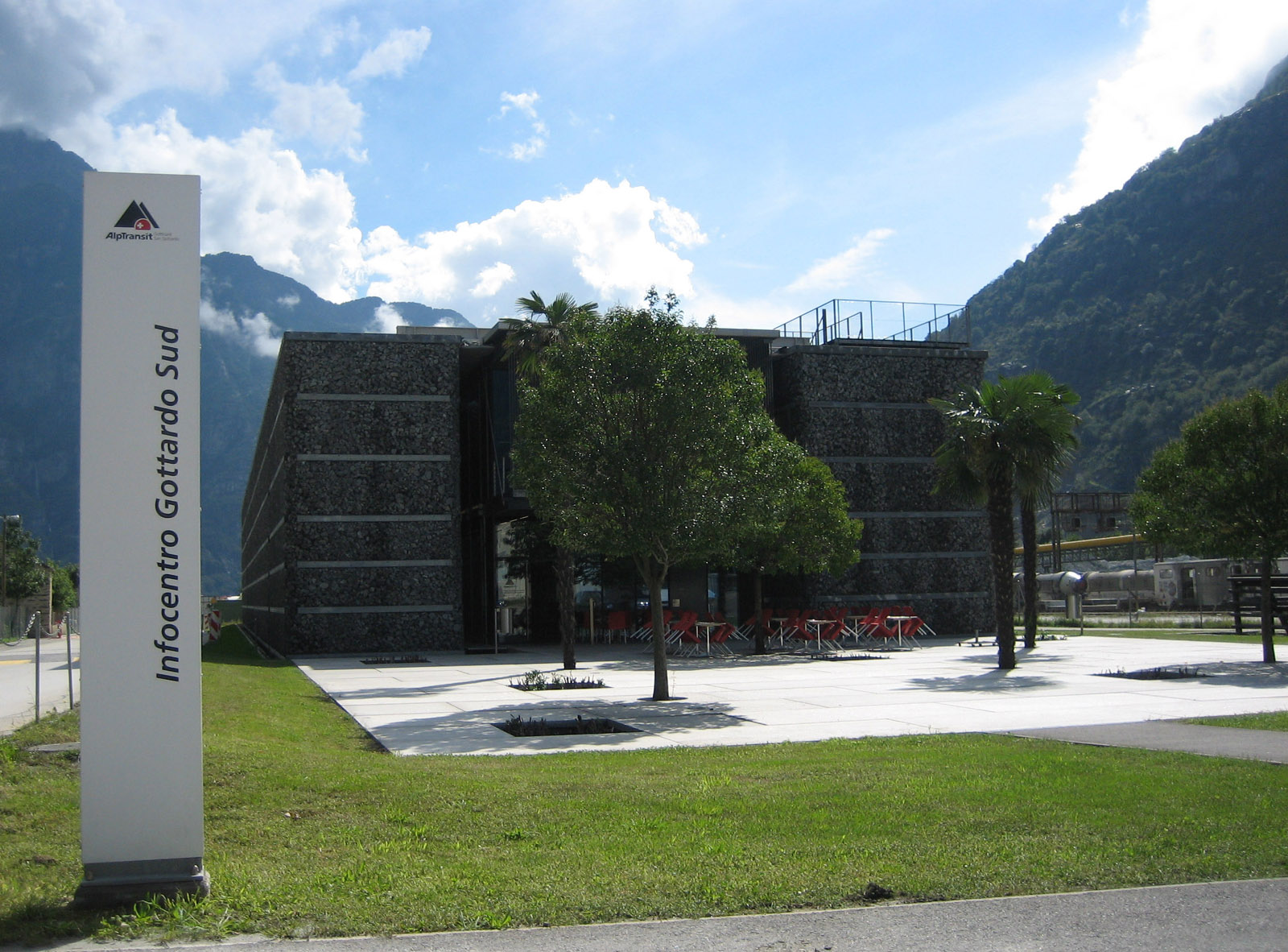
Infocentrum Gotthardského úpatního tunelu

V první polovině 19. století byla obec několikrát zaplavena řekou Ticino. Tyto přírodní katastrofy způsobily velké škody a vyžádaly si oběti na životech. Až do poloviny 19. století směřovali vystěhovalci z obce převážně do Itálie, s výjimkou sklářů a kamnářů, kteří se stěhovali spíše do Francie. Na konci 19. století začala velká vlna emigrace. Asi pětina obyvatel Bodia v té době emigrovala do Spojených států a usadila se především v Kalifornii a Nevadě. Dne 21. července 1921 výbuch téměř zcela zničil tři továrny a zabil 15 lidí. Škody na majetku dosáhly 6 milionů franků.

## Obyvatelstvo
| Rok            | 1602 | 1745 | 1850 | 1900 | 1950 | 1980 | 2000 | 2010 | 2020 |
| Počet obyvatel | 201  | 323  | 420  | 356  | 935  | 1477 | 1058 | 980  | 937  |

Údolí Leventina je jednou z italsky mluvících oblastí Švýcarska. Převážná většina obyvatel obce proto hovoří italsky.

## Doprava

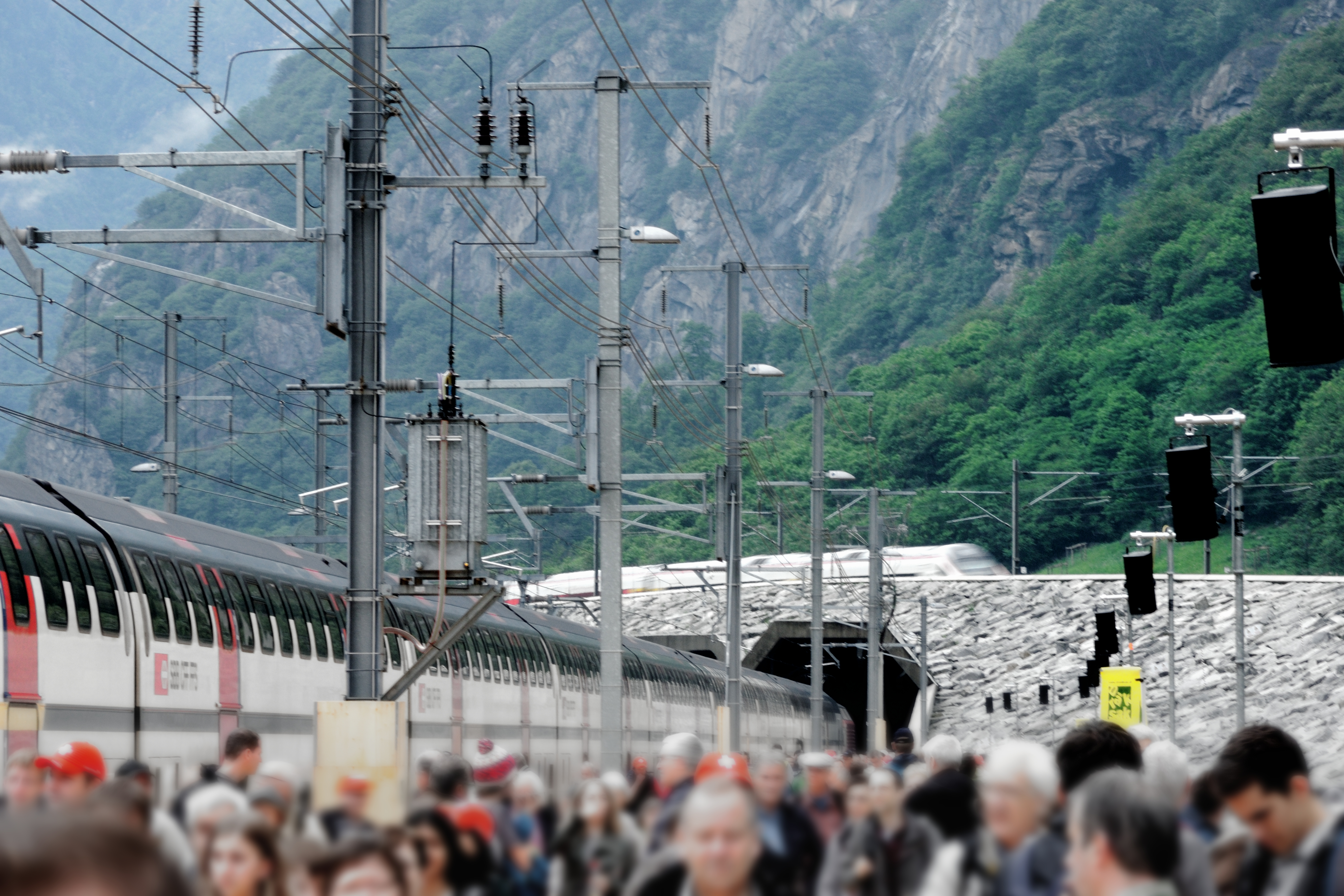
Portál Gotthardského úpatního tunelu v Bodiu

Bodio se nachází na Gotthardské dráze, významné železniční trati, spojující střední Švýcarsko s kantonem Ticino. Od zprovoznění Gotthardského úpatního tunelu v roce 2016 byla většina tranzitní dopravy převedena do něj a původní trať tak obsluhují pouze regionální vlaky. Jižní portál Gotthardského úpatního tunelu se nachází na východním okraji obce Bodio, expozice a návštěvnické centrum jsou v sousední obci Pollegio.
Obec leží u dálnice A2 (Basilej – Lucern – Lugano – Chiasso). Nejbližším sjezdem je exit 44, nacházející v Biasce. Bodiem prochází také původní kantonální hlavní silnice č. 2.